# Biohazard Degeneration
Biohazard Degeneration (バイオハザード ディジェネレーション) là phim anime đồ họa vi tính công chiếu năm 2008 được thực hiện bởi hãng CAPCOM và Sony Pictures Entertainment. Đây là phim đồ họa đầu tiên trong dòng trò chơi Resident Evil. Phim đã công chiếu lần đầu tại 3 rạp ở Nhật Bản vào ngày 18 tháng 10 năm 2008 nhưng trong thời gian rất hạn chế chỉ trong hai tuần, việc công chiếu kết thúc vào ngày 31 tháng 10 năm 2008.
Phim lấy bối cảnh giữa hai trò Biohazard 4 và Biohazard 5. Với hai nhân vật chính từ Biohazard 2 là Leon S. Kennedy và Claire Redfield. Cốt truyện xoay quanh việc một sân bay bị một máy bay mất lái đâm vào và trên máy bay đầy các thây ma bị nhiễm T-virus, chúng nhanh chóng lây lan ra toàn sân bay nơi mà Claire Redfield đang chờ máy bay. Lực lượng đặc nhiệm và lính thủy đánh bộ đã được cử đến để phong tỏa toàn sân bay này. Xem đây là một vụ khủng bố sinh học, ngăn không cho các thây ma đi ra ngoài và tìm kiếm những người sống sót. Leon S. Kennedy cũng đã được cử đến hiện trường và tham gia hoạt động cứu hộ và điều tra. Hai nhân vật chính đã gặp lại nhau trong sân bay và cùng nhau điều tra âm mưu gây ra thảm họa này.
Chỉ trong hai chiếu phim đã thu về 43 triệu Yên với hơn 33.000 lượt người xem. Bộ phim đồ họa nối tiếp thứ hai có tựa Biohazard: Damnation đã được phát hành vào ngày 25 tháng 9 năm 2012.

## Tổng quan

### Nhân vật
Leon S. Kennedy (レオン・S・ケネディ)
Lồng tiếng bởi: Paul Mercier
Claire Redfield (クレア・レッドフィールド)
Lồng tiếng bởi: Alyson Court
Angela Miller (アンジェラ・ミラー)
Lồng tiếng bởi: Laura Bailey
Greg Glenn (グレッグ・グレン)
Lồng tiếng bởi: Steven Blum
Rani Chawla (ラーニー・チャウラー)
Lồng tiếng bởi: Michelle Ruff
Ron Davis (ロン・デイビス)
Lồng tiếng bởi: Michael Sorich
Frederic Downing (フレデリック・ダウニング)
Lồng tiếng bởi: Crispin Freeman
Curtis Miller (カーティス・ミラー)
Lồng tiếng bởi: Roger Craig Smith

## Phát triển và phát hành
CAPCOM và Sony Pictures Entertainment đã công bố dự án thực hiện bộ phim vào ngày 29 tháng 10 năm 2007 với thông tin đây là một phim đồ họa vi tính sau khi đã thực hiện ba bộ phim người đóng.
Phim đã công chiếu lần đầu tại các rạp ở Nhật Bản vào ngày 18 tháng 10 năm 2008 nhưng trong thời gian rất hạn chế chỉ trong hai tuần, việc công chiếu kết thúc vào ngày 31 tháng 10 năm 2008. Kế cả thời gian công chiếu tại Bắc Mỹ cũng rất hạn chế chỉ trong vòng một tuần từ ngày 13 đến ngày 18 tháng 11 năm 2008. Phiên bản UMD và DVD/BD bắt đầu được phát hành và phân phối vào ngày 24 tháng 12 năm 2008. Sony Pictures Entertainment nắm bản quyền phiên bản tiếng Anh cũng như một số ngôn ngữ khác để phân phối trên thị trường quốc tế.

## Âm nhạc
Âm nhạc của phim do Takahashi Tetsuya biên soạn. Bài hát chủ đề của phim là bài hát kết thúc có tên GUILTY do Tsuchiya Anna trình bày. Album chứa các bản nhạc dùng trong phim đã phát hành vào ngày 17 tháng 12 năm 2008.
| biohazard Degeneration Original Soundtrack | biohazard Degeneration Original Soundtrack         | biohazard Degeneration Original Soundtrack |
| STT                                        | Nhan đề                                            | Thời lượng                                 |
| ------------------------------------------ | -------------------------------------------------- | ------------------------------------------ |
| 1.                                         | "Virus (ウイルス)"                                 | 0:27                                       |
| 2.                                         | "Fuusa (封鎖)"                                     | 1:29                                       |
| 3.                                         | "Sennyuu (潜入)"                                   | 1:41                                       |
| 4.                                         | "Ikeru Kabanetachi (生ける屍たち)"                 | 2:24                                       |
| 5.                                         | "Toppa (突破)"                                     | 1:46                                       |
| 6.                                         | "Shitou (死闘)"                                    | 2:44                                       |
| 7.                                         | "Curtis ~Genjou Houkoku~ (カーティス～現状報告～)" | 2:13                                       |
| 8.                                         | "Leon to Claire (レオンとクレア)"                  | 1:23                                       |
| 9.                                         | "Time Limit (タイムリミット)"                      | 1:11                                       |
| 10.                                        | "Kaji (火事)"                                      | 1:29                                       |
| 11.                                        | "Rakuen (楽園)"                                    | 3:00                                       |
| 12.                                        | "Kako (過去)"                                      | 1:47                                       |
| 13.                                        | "Curtis to Angela (カーティスとアンジェラ)"        | 1:48                                       |
| 14.                                        | "Henbou (変貌)"                                    | 0:39                                       |
| 15.                                        | "Kousen (交戦)"                                    | 3:16                                       |
| 16.                                        | "Degeneration (ディジェネレーション)"              | 2:13                                       |
| 17.                                        | "Countdown (カウントダウン)"                       | 3:11                                       |
| 18.                                        | "Mamorubeki Mono (守るべきもの)"                   | 2:24                                       |
| 19.                                        | "Ando (安堵)"                                      | 1:20                                       |
| 20.                                        | "Shinhan-nin (真犯人)"                             | 1:52                                       |
| 21.                                        | "Sore zore no Michi (それぞれの道)"                | 2:37                                       |
| 22.                                        | "Matsuro (末路)"                                   | 1:10                                       |
| 23.                                        | "GUILTY (FILM EDIT VERSION)"                       | 2:52                                       |
| Tổng thời lượng:                           | Tổng thời lượng:                                   | 44:56                                      |

## Đón nhận
Sau hai tuần công chiếu thì phim đã thu về 43 triệu Yên với 33.000 lượt người xem. Phiên bản DVD/BD trong tuần đầu tiên phát hành đã giành vị trí DVD bán chạy nhất trong mục anime của Oricon và tính đến ngày 14 tháng 9 năm 2010 thì phim đã tiêu thụ được 1.6 triệu bản trên toàn thế giới.